# Andshimmampak
Andshimmampak, jedna od bandi Yamel Indijanaca, jezična porodica Kalapooian, nekada nastanjenih na Yamhill Creeku (Yamhill River) na sjeverozapadu bazena Willamette u zapadnom Oregonu. Ovo ime čije značenje nije poznato dali su im Luckiamute. Spomnje ih Gatschet (u Calapooya MS., B. A. E., 1877.)

## Vanjske poveznice
- Kalapooian Indian Bands, Gens and Clans  Arhivirana inačica izvorne stranice od 16. svibnja 2008. (Wayback Machine)